# Раствор Люголя
Раствор Люго́ля (лат. Solutio Lugoli, раствор Люго́ля) — раствор йода в водном растворе йодида калия. Образующееся соединение KI3 хорошо растворимо в воде, в отличие от элементарного иода.
{\displaystyle {\mathsf {KI+I_{2}\rightarrow K[I_{3}]}}}
В продаже встречаются: раствор Люголя на водной основе, обычно 7 %, и раствор Люголя в глицерине — 1 %.

## История
В 1811 году Б. Куртуа (фр. Bernard Curtois) открыл йод, и с тех пор очищенный йод стал использоваться для обеззараживания воды. В 1829 году он же предложил использовать более удобный вариант, придуманный французским врачом Ж.-Г. Люголем — раствор йода в йодиде калия.
В честь Ж.-Г. Люголя раствор получил своё эпонимическое название.

## Состав
| Концентрация раствора | Иод (I2), мг/капля | Иодид калия (KI) мг/капля | Содержание иода мг/капля |
| --------------------- | ------------------ | ------------------------- | ------------------------ |
| 2 %                   | 0,33               | 0,67                      | 0,84                     |
| 3 %                   | 0,5                | 1                         | 1,26                     |
| 5 %                   | 0,83               | 1,67                      | 2,11                     |
| 7 %                   | 1,17               | 2,33                      | 2,95                     |
| 10%                   | 1,67               | 3,33                      | 4,21                     |
| 15 %                  | 2,5                | 5                         | 6,32                     |

Раствор Люголя обычно доступен в различных вариантах (номинально) 1 %, 2 %, 5 % или 10 %.
Типичная 5 % концентрация готовится из 5 частей иода, 10 частей иодида калия и 85 частей воды. Общее содержание иода в этом растворе составляет 130 г/л.
Раствор Люголя с глицерином отличается концентрацией: 1 часть иода, 2 части иодида калия, 94 части глицерина и 3 части воды. Содержание иода — 25 г/л.
Состав некоторых фармакопейных растворов и содержание свободного иода и иодида калия в одной капле приведены в таблице.

## Применение
Предоперационное введение раствора Люголя уменьшает интраоперационную кровопотерю при тиреоидэктомии у больных с болезнью Грейвса. Раствор Люголя вызывает снижение поглощения йодида щитовидной железой, снижение окисления и органификации йода и блокирование высвобождения гормонов щитовидной железы.
Раствор Люголя на водяной основе не применяют вовнутрь, так как это может дать различные осложнения на щитовидную железу. Часто раствор Люголя применяют наружно для обеззараживания какого-либо участка эпидермиса (кожного покрова).
Поскольку раствор Люголя содержит свободный йод, то в концентрации 2 % или 5 % без разбавления он способен раздражать и разрушать слизистую оболочку. Например, слизистую оболочку пищевода и желудка. Сообщалось, что дозы 10 мл неразбавленного 5% раствора вызывают поражение желудка при эндоскопии. Поэтому насчёт применения раствора вовнутрь необходимо проконсультироваться с врачом.
Раствор Люголя с глицерином обычно применяется для смазывания и орошения слизистых оболочек глотки и гортани для лечения ангины, хронического тонзилита и ангулярного стоматита (заедах). Препарат подавляет стрептококковую инфекцию. Кратковременно вызывает неприятное ощущения жжения, которое быстро проходит. Противопоказан при некоторых нарушениях щитовидной железы.

### Лекарственное средство
Раствор применяют как наружное средство, например, в отоларингологии для смазывания слизистой оболочки глотки и гортани. При этом он оказывает противомикробное и слабовыраженное раздражающее действие.
При приёме внутрь влияет на функцию щитовидной железы, обмен белков и липидов (как и другие препараты, содержащие элементарный иод).

### Краситель для микроскопии
В микробиологии и гистологии раствор Люголя применяют для окрашивания микроорганизмов (в частности, используется как протрава при окраске бактерий по Граму) и тканей.

### Травление золота
Благодаря способности трииодид-ионов I3− растворять золото (с образованием комплексных анионов AuI2− и AuI4−), раствор Люголя используется для травления золота:
{\displaystyle {\mathsf {2Au+2[I_{3}]^{-}\rightarrow 2[AuI_{2}]^{-}+I_{2}}}}